# Kenese
A Kenese régi magyar személynév, szláv eredetű, a jelentése a kenézé, a vezéré, a hercegé.

## Rokon nevek
Kenéz

## Gyakorisága
Az 1990-es években szórványos név, a 2000-es években nem szerepel a 100 leggyakoribb férfinév között.

## Névnapok
- február 15.[2]
- július 10.[2]
- december 13.[2]

## Egyéb Kenesék

### Földrajzi névben
- Balatonkenese